# Otter Creek (Florida)
Otter Creek è un comune degli Stati Uniti d'America, situato nello Stato della Florida, nella contea di Levy.